# Igali járás
Az Igali járás Somogy vármegye egyik járása volt. A vármegye északkeleti részén terült el Szomszédjai északról a Tabi, északnyugatról a Lengyeltóti, délről a Kaposvári  délkeletről a Tolna vármegyéből a Dombóvári, északkeleten pedig a Tamási járások voltak. s székhelye az állandó járási székhelyek kijelölése (1886) óta mindig Igal volt. Az 1950-es járásrendezés során számolták fel. Területének északi részét a tabi, a déli részét a kaposvári járásba olvasztották be.

## Települései
- Andocs
- Attala
- Bonnya
- Büssü
- Csoma
- Ecseny
- Felsőmocsolád
- Fiad
- Fonó
- Gadács
- Geszti
- Gölle
- Igal
- Kapospula
- Kára
- Kazsok
- Kisbárapáti
- Kisgyalán
- Magyaratád
- Mernye
- Miklósi
- Patalom
- Polány
- Ráksi
- Somodor
- Somogyacsa
- Somogyaszaló
- Somogydöröcske
- Somogyszil
- Szabadi
- Szentgáloskér
- Szorosad
- Törökkoppány
- Zimány

1930-ra Geszti, Mernye és Somogyaszaló a Kaposvári járáshoz került át.